# Алюминиевая бронза
Алюминиевая бро́нза — вид бронзы, у которой алюминий является основным легирующим металлом, добавляемым к меди (в отличие от обычной бронзы, где медь легируется оловом, или латуни, где используется цинк). Промышленное применение нашли алюминиевые бронзы разного состава, но при этом большинство сплавов содержит алюминий в количестве от 5 % до 11 % по массе, а остальное составляет медь и другие легирующие элементы, такие как железо, никель, марганец и кремний.

## Химический состав сплавов
Ниже в таблице приведены составы нескольких типовых стандартных алюминиевых бронз, которые обрабатываются давлением, и их обозначения по ГОСТ 18175-78 и ISO 428. В процентах показан пропорциональный состав сплава по массе. Медь составляет остальную часть и в таблице не приводится:
| Сплав по ISO 428 | Сплав по ГОСТ 18175-78 | Al         | Fe         | Ni         | Mn         | Zn         | As         |
| ---------------- | ---------------------- | ---------- | ---------- | ---------- | ---------- | ---------- | ---------- |
| CuAl5            | БрА5                   | 4,0…6,5 %  | 0,5 % max. | 0,8 % max. | 0,5 % max. | 0,5 % max. | 0,4 % max. |
| CuAl8            | БрА7                   | 7,0…9,0 %  | 0,5 % max. | 0,8 % max. | 0,5 % max. | 0,5 % max. |            |
| CuAl8Fe3         |                        | 6.5…8,5 %  | 1,5…3,5 %  | 1,0 % max. | 0,8 % max. | 0,5 % max. |            |
| CuAl9Mn2         | БрАМц9―2               | 8,0…10,0 % | 1,5 % max. | 0,8 % max. | 1,5…3,0 %  | 0,5 % max. |            |
| CuAl10Fe3        | БрАЖ9―4                | 8,5…11,0 % | 2,0…4,0 %  | 1,0 % max. | 2,0 % max. | 0,5 % max. |            |
| CuAl10Fe5Ni5     | БрАЖН10―4―4            | 8,5…11,5 % | 2,0…6,0 %  | 4,0…6,0 %  | 2,0 % max. | 0,5 % max. |            |

## Свойства
Цвет алюминиевой бронзы соломенно-жёлтый, с красноватым оттенком, напоминающим цвет золота. Основные механические свойства в твёрдом состоянии: плотность 7500…8200 кг/м³, температура плавления 1040…1084 °C, твёрдость по Бринеллю 55…220 кгс/мм², предел прочности 20…75 кгс/мм², относительное удлинение 20…75 %.
Алюминиевые бронзы в сравнении с другими бронзовыми сплавами имеют бо́льшую прочность и коррозионную стойкость. Эти сплавы демонстрируют низкий уровень поверхностной коррозии в атмосферных условиях, низкий уровень окисления при высоких температурах и слабую способность к реакциям с сернистыми соединениями и продуктами выхлопа двигателей внутреннего сгорания.

## Применение
Алюминиевые бронзы чаще всего применяются в оборудовании, где благодаря стойкости к коррозии они имеют преимущество в сравнении с другими конструкционными материалами. Сюда следует отнести подшипники и детали шасси в самолётах, сборочные единицы в двигателях (особенно для морских судов), погружённые в воду элементы конструкций корпусов судов, гребные винты кораблей.
Алюминиевая бронза, благодаря красивому золотисто-жёлтому цвету и высокой коррозионной стойкости, иногда также используется в качестве замены золота для изготовления бижутерии и монет.
Наибольшим спросом алюминиевые бронзы пользуются в следующих сферах:
- при изготовлении оборудования, эксплуатируемого в морских условиях;
- в оборудовании водоснабжения;
- в нефтяной и нефтехимической промышленности (например, для изготовления инструмента, эксплуатируемого во взрывоопасных средах);
- для изготовления оборудования, эксплуатируемого в условиях коррозионной среды;
- для изготовления декоративных элементов строительных конструкций.

Широко применяется для изготовления мелких деталей машиностроения (втулок, шестерней,  фланцев). Положительными качествами алюминиевой бронзы перед оловянной являются:
- меньшая склонность к внутрикристаллической ликвации;
- большая плотность отливок;
- более высокая прочность и жаропрочность;
- меньшая склонность к хладоломкости.

Основные недостатки алюминиевых бронз перед оловянными:
- значительная усадка:
- склонность к образованию столбчатых кристаллов при кристаллизации и росту зерна при нагреве, что сильно охрупчивает сплав;
- сильное газопоглощение жидкого расплава;
- самоотпуск при медленном охлаждении;
- недостаточная коррозионная стойкость в перегретом паре.[6]

Алюминиевая бронза поддаётся сварке в среде инертного газа (аргона).